# Pelican
Pelican - czteroosobowy, amerykański zespół wykonujący muzykę opisywaną jako post-rockowa lub post-metalowa. 
Grupa została założona w 2001 r. w Chicago. Od początku działalności wykonywana przez zespół muzyka to oryginalne połączenie elementów instrumentalnego rocka oraz metalu, z pewnymi tendencjami awangardowymi. Muzyczny prąd, nazywany post-metalem, zdefiniowany przez działalność takich grup jak Neurosis (ostatnie płyty), Godflesh czy Cult of Luna dość dobrze opisuje muzykę zespołu Pelican. Utwory są długie, nierzadko przekraczają 10-11 minut, bardzo rozbudowane, pozbawione tradycyjnego podziału na zwrotkę i refren. Zamiast tego grupa koncentruje się na gitarowych melodiach, przy czym nierzadkim rozwiązaniem jest kontrastowanie spokojniejszych i wolniejszych momentów z gwałtowniejszymi, bardziej energicznymi. Grupa unika również stosowanego w tradycyjnych utworach rockowych opierania konstrukcji całej kompozycji na dwóch-trzech motywach, oferując w zamian zróżnicowanie pomysłów i rozwiązań muzycznych.
W repertuarze grupy, na płycie "March Into The Sea" można znaleźć utwór wykonany przez Justina Broadricka (obecnie Jesu), zatytułowany "Angel Tears", będący remiksem utworu o tym samym tytule, lecz pochodzącym z ich pierwszej płyty — "Australasia".
Zespół podpisał umowę z wydawnictwem Hydra Head Records, które należy do Aarona Turnera, członka zespołu Isis.
Utwór "Ephemeral" został użyty w grze Dead Space 3 podczas napisów końcowych.

## Członkowie zespołu
- Larry Herweg (perkusja)
- Bryan Herweg (gitara basowa)
- Trevor de Brauw (gitara)
- Dallas Thomas (gitara)

## Dyskografia

### Albumy
- Australasia (2003)
- The Fire in Our Throats Will Beckon the Thaw (2005)
- City of Echoes (2007)
- What We All Come to Need (2009)
- Forever Becoming (2013)
- Arktika (Live From Russia) (2014)
- Nighttime Stories (2019)

### EP
- Pelican (EP) (2001)
- March Into The Sea (EP) (2005)
- Pink Mammoth (2007)
- Ephemeral (2009)
- Ataraxia/Taraxis (2012)
- The Cliff (2015)

### Splity
- Pelican / Scissorfight / The Austerity Program (2003)
- Pelican / Playing Enemy (2005)
- Pelican / Mono (2005)
- These Arms Are Snakes / Pelican (2008)
- Young Widows / Pelican (2009)

### DVD
- Live in Chicago 06/11/03 (2005)
- After the Ceiling Cracked (Live in London) (2008)

### Inne
- After the Ceiling Cracked (2008) — box set